# Widescreen Baroque
Widescreen Baroque（ワイドスクリーン バロック）は、コンポーザー・真部脩一（Vampillia、集団行動、進行方向別通行区分 / ex.相対性理論）とシンガー・Hinanoによる音楽ユニットの名称である。
レーベルはTOY'S FACTORY。
ユニット名は時間や空間を自由に往来するSFのジャンルを意味する。

## 概要
新プロジェクトを始めたきっかけについて、真部は、『ある時、今自分がこの職業を失ったら「自分は音楽を作るのかな?」と思ったんです。(中略)果たして「趣味で音楽を作れるのかな?」という思いからやってみようと思ったのが始まりです。』『15歳の自分に対するメッセージ』と語る。

## 年表
2025年6月9日　ユニット始動。1stシングル「Door to Door」リリース。
7月10日　TBS Podcastにて『Widescreen Baroqueの「ア空間イ空間」』を隔週で配信開始。
8月26日　1stライブ『「WIDE SHOW」vol.0』を渋谷WWW Xで開催予定。入場無料 (終演後に電子チケット内のURLより任意の価値を送付する形式)。

## 楽曲
・2025年6月9日　1stシングル「Door to Door」
・2025年8月18日　2ndシングル「NO.5」